# Осовий Григорій Васильович
Григорій Васильович Осовий (*9 лютого 1948  ) — український профспілковий діяч, голова Федерації профспілок України у 2014-2025 роках.

## Життєпис
Народився 9 лютого 1948 року в с. Оріховець (нині Тернопільського району Тернопільської області, Україна). Закінчив середню школу в рідному селі. У 1967 році закінчив Чернівецький будівельний технікум. Служив і працював за спеціальністю у військово-будівельних частинах, після завершення служби працював майстром на заводі в м.Тернополі. Вищу освіту здобув у Київському інженерно-будівельному інституті, згодом працював на виробництві. В період з 1975 по 1978 роки - організовував роботу студентських загонів, обіймав посаду керівника відділу студентської молоді у м. Києві.
З 1978 року працював в Укрпрофраді, з 1991 року — Федерації профспілок України. У 1991—1993 роках обіймав посаду керівника групи консультантів Ради Федерації профспілок України з питань захисту соціально-економічних інтересів трудящих.
З січня 1993 року обіймав посади заступника, першого заступника Голови Федерації профспілок України. З 1997 по 2005 роки також був співголовою Національної ради соціального партнерства при Президентові України. У 2002 році, на IV з'їзді ФПУ був обраний першим заступником голови Федерації профспілок України. 5 квітня 2006 року на засіданні Ради ФПУ, яке відбулося після V з'їзду, Осового було обрано заступником голови Федерації профспілок України.
З 2006 року, Григорій Осовий очолював тристоронній орган соціального діалогу — Український координаційний комітет сприяння зайнятості населення. 26 червня 2014 року на VIII засіданні Ради ФПУ Г. Осового обрано головою ФПУ до чергового VII з'їзду, який 24 березня 2016 року обрав його головою ФПУ.
На 2017 рік був Головою Спільного представницького органу репрезентативних всеукраїнських об'єднань профспілок на національному рівні, співголовою Національної тристоронньої соціально-економічної ради від профспілкової сторони.
У грудні 2018 року Осового було обрано віце-президентом Міжнародної конфедерації профспілок.
24 червня [[2025] року подав заяву про відставку за власним бажанням, рішенням Ради ФПУ був звільнений з посади 1 липня 2025 року.

## Наукова діяльність
Поєднує профспілкову діяльність з науково-викладацькою, іншою громадською роботою. Є почесним доктором соціальних наук, заслуженим працівником соціальної сфери, має численні друковані праці з проблем профспілкового руху і соціально-трудових відносин.

## Нагороди
- медаль колишнього СРСР «За трудову доблесть» (нагороджений ще студентом за відмінне навчання та активну участь у студентських будівельних загонах);
- Почесна Грамота Верховної Ради УРСР (за участь у ліквідації аварії на Чорнобильській станції у 1987 році);
- Нагрудний знак ФПУ «Заслужений працівник профспілок України»;
- Почесний знак ФПУ «За розвиток соціального партнерства»;
- Указом Президента України присвоєно Почесне звання «Заслужений працівник соціальної сфери» за вклад в розбудову соціально-трудової сфери[3];
- Почесна грамота Кабінету Міністрів України.